# Torsten Segrell
Torsten Rikard Segrell, född 18 juni 1907 i Karlskrona amiralitetsförsamling, död 3 juli 1994 i Söndrums församling, Halland, var en svensk ämbetsman.

## Biografi
Segrell avlade juris kandidatexamen i Lund 1934 och gjorde tingstjänstgöring 1934–1936. Han blev länsnotarie 1937, civilförsvarsdirektör 1944 och länsassessor i Malmöhus län 1953. Han blev civilförsvarsdirektör i Malmö vid flyktingmottagandet 1945.  Han var förste länsassessor i Norrbottens län 1954, var landssekreterare där 1954–1960 och blev det i Hallands län 1960. Segrell var länsråd i Halland 1971–1974.
Segrell var sekreterare i utredningen angående krigssjukvården 1950–1951, i Tornedalsutredningen och ledamot i den svensk–finska kommissionen rörande flottningen med mera i Torne älv och Muonioälven. Vidare var han styrelseordförande för Tornedalens folkhögskola 1956–1960, expert i 1959 års lokaliseringsutredning, ordförande Hallands läns allmänna försäkringskassa från 1962 och i Skandinaviska Enskilda Bankens lokalstyrelse från 1966.

### Familj
Torsten Segrell var son till rektor Rikard Segrell och Gertrud Segrell, född Lindman. Han var bror till Karl Segrell och gifte sig 1949 med Rhea Wikman (1912–1969), dotter till filosofie doktor Anders Wikman och Rita Wikman, född Jann.

## Utmärkelser
- Kommendör av Nordstjärneorden
- Kommendör av Finlands Vita Ros orden
- Officer av belgiska Leopoldsorden
- Riddare av grekiska Fenixorden
- Officer av rumänska Kronorden
- Riddare av franska Hederslegionen
- Riddare av nederländska Oranien-Nassauorden
- Riddare av polska orden Polonia Restituta